# Kilby Reef
Das Kilby Reef ist ein kleines, isoliertes und bei Niedrigwasser sichtbares Riff im Archipel der Windmill-Inseln vor der Budd-Küste des ostantarktischen Wilkeslands. Es liegt 250 m südöstlich von Kilby Island.
Die Mannschaft des Eisbrechers USS Glacier kartierte es im Februar 1957. Eine neuerliche Kartierung erfolgte 1962 im Rahmen der Australian National Antarctic Research Expeditions bei hydrographischen Vermessungen der Newcomb Bay durch D’Arcy Thomas Gale (* 1911). Namensgeber des Riffs ist die benachbarte Insel. Deren Namensgeber ist Arthur L. Kilby, Fotograf in der Central Task Group während der US-amerikanischen Operation Windmill (1947–1948) und dabei im Januar 1948 an der Erstellung von Luftaufnahmen des Archipels der Windmill-Inseln beteiligt.